# Kerry Kennedy
Mary Kerry Kennedy, född 8 september 1959 i Washington D.C., är en amerikansk människorättsaktivist och författare. Mellan 1991 och 2005 hette hon Kerry Kennedy-Cuomo.

## Uppväxt och utbildning
Kerry Kennedy är det sjunde barnet till Robert F. Kennedy och Ethel Kennedy. Hon studerade vid The Putney School och Brown University och tog en juristexamen på Boston College Law School.

## Människorättsarbete
Kerry Kennedy började arbeta med mänskliga rättigheter 1981 när hon undersökte amerikanska immigrationstjänstemäns påstådda kränkningar av flyktingar från El Salvador.
1988 blev hon ordförande för Robert F. Kennedy Center for Justice and Human Rights, en ideell organisation som arbetar mot social orättvisa. Organisationen syftar till att främja skyddet av de rättigheter som tas upp i FN:s deklaration om de mänskliga rättigheterna. Organisationen uppmanar den amerikanska kongressen och regeringen att lyfta fram mänskliga rättigheter inom utrikespolitiken, förser aktivister med resurser de behöver för att utveckla sitt arbete och avslöjar och publicerar information om kränkningar såsom tortyr, försvinnanden, begränsningar av yttrandefriheten och barnarbete. 
Kennedy har arbetat med en mängd olika människorättsfrågor, till exempel barns rättigheter, barnarbete, försvinnanden, ursprungsbefolkningars rätt till mark, rättsväsendets oberoende, yttrandefrihet, etniskt våld, straffrihet och miljö. Hon har också arbetat med kvinnors rättigheter – i synnerhet hedersmord, sexslavhandel, våld i hemmet, diskriminering på arbetsplatsen och sexuella övergrepp. Hon har lett över 40 delegationer för mänskliga rättigheter världen över.
Kerry Kennedy har skrivit boken Speak Truth to Power: Human Rights Defenders Who Are Changing Our World, som innehåller intervjuer med människorättsaktivister som Marian Wright Edelman, Dalai Lama, ärkebiskopen Desmond Tutu med flera.
Hon har gjort många framträdanden på ABC, NBC, CBS, CNN och PBS, samt för mediebolag i andra länder runt om i världen. Hennes reportage och artiklar har publicerats i The Boston Globe, Chicago Sun-Times, L’Unita, The Los Angeles Times, Marie Claire, The New York Times, Pagina12, TV Guide och Yale Journal of International Law. Hon har även rapporterat om mänskliga rättigheter och miljöfrågor som utsänd korrespondent för tv-programmet Network Earth och intervjuat ledande människorättsprofiler för radiostationen Voice of America.
Kennedy är ordförande i Amnesty Internationals Leadership Council i USA. Efter att ha nominerats av president Bush och godkänts av senaten sitter hon i styrelsen för United States Institute of Peace, samt för Human Rights First och Inter Press Service (Rom, Italien). Hon är representant för Bloody Sunday Trust (Nordirland) och medlem av den rådgivande redaktionskommittén för Buffalo Human Rights Law Review. Kennedy är medlem av rådgivningskommittéerna för International Campaign for Tibet, Committee on the Administration of Justice i Nordirland, Global Youth Action Network, Studies without Borders och flera andra organisationer. Hon sitter även i Leadership Council för Amnesty Internationals kampanj Stop Violence Against Women och i den rådgivande gruppen för Albert Schweitzer Institute.
Sedan 2006 är hon hedersordförande för Robert F. Kennedy Foundation of Europe, med säte i Rom, Italien. Hon är även domare i Reebok Human Rights Award.

## Familj
1990 till 2005 var hon gift med Andrew Cuomo, som senare blev guvernör i New York. De har tre barn tillsammans.